# Ульяновка (Куюргазинський район)
Улья́новка (рос. Ульяновка, башк. Ульяновка) — присілок у складі Куюргазинського району Башкортостану, Росія. Входить до складу Таймасовської сільської ради.
Населення — 9 осіб (2010; 58 в 2002).
Національний склад:
- башкири — 90%